# Brevitrichia
Brevitrichia is een geslacht van tweevleugeligen uit de familie van de venstervliegen (Scenopinidae).

## Soorten
- B. addacifons Kelsey, 1969
- B. addacifrons Kelsey, 1969
- B. albanota Kelsey, 1971
- B. arena Kelsey, 1971
- B. argentaurba Kelsey, 1971
- B. arnaudi Kelsey, 1969
- B. aspinosa Kelsey, 1969
- B. badiclitella Kelsey, 1971
- B. beameri Kelsey, 1969
- B. boharti Kelsey, 1969
- B. castanea Kelsey, 1969
- B. coquilletti Kelsey, 1969
- B. daileyi Kelsey, 1971
- B. davisi Kelsey, 1969
- B. dicksoni Kelsey, 1969
- B. downeyi Kelsey, 1969
- B. flocki Kelsey, 1969
- B. forficicruxa Kelsey, 1971
- B. griffini Kelsey, 1969
- B. griseola (Coquillett, 1900)
- B. halli Kelsey, 1969
- B. helenae (James, 1938)
- B. hodgdeni Kelsey, 1969
- B. inferacanna Kelsey, 1971
- B. insulana (Cole, 1923)
- B. irwini Kelsey, 1971
- B. kerni Kelsey, 1969
- B. melanderi Kelsey, 1969
- B. minuta Kelsey, 1969
- B. miraloma Kelsey, 1971
- B. nayariti Kelsey, 1971
- B. nevada Kelsey, 1971
- B. oculivirida Kelsey, 1969
- B. ordwayi Kelsey, 1969
- B. palida Kelsey, 1971
- B. palmacana Kelsey, 1971
- B. piscifonta Kelsey, 1971
- B. powelli Kelsey, 1974
- B. pruinosa Kelsey, 1969
- B. salvadorensis Kelsey, 1974
- B. scitulaesca Kelsey, 1969
- B. schlingeri Kelsey, 1969
- B. septispina Kelsey, 1971
- B. timberlakei Kelsey, 1969
- B. wilcoxi Kelsey, 1971
- B. yucatani Kelsey, 1969